# Jorge Luis González

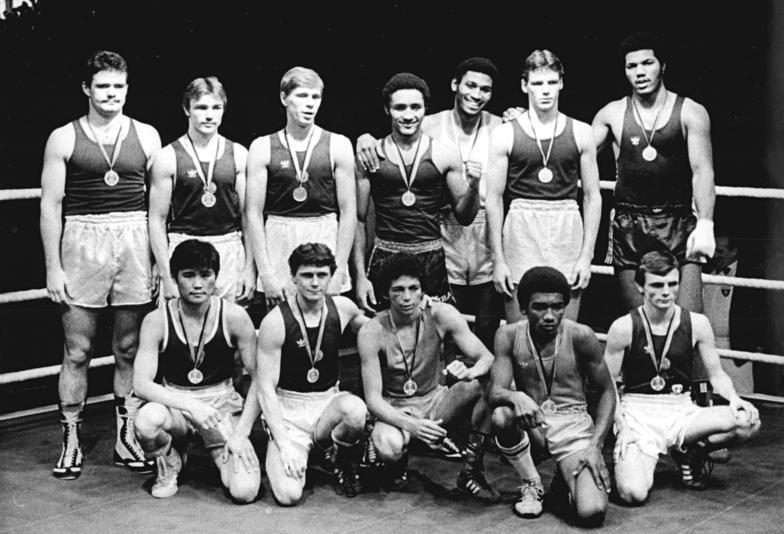
Jorge Luis González 1983 (hinten rechts)

Jorge Luis González (* 19. Oktober 1964 in Havanna) ist ein ehemaliger kubanischer Schwergewichtsboxer.

## Amateur
González wurde als Amateur zweimal Kubanischer Meister: 1983 mit einem Finalsieg über Teófilo Stevenson und 1988. Später im Jahr 1983 gewann er außerdem die Panamerikanischen Spiele in Caracas im Superschwergewicht, unter anderem mit einem Halbfinalsieg über Tyrell Biggs.
Diesen Triumph konnte er bei den Spielen 1987 in Indianapolis wiederholen. Dabei besiegte er im Halbfinale Riddick Bowe, den er mehrfach niederschlug und im Finale Lennox Lewis. Im gleichen Jahr unterlag er Lewis jedoch bei der Nordamerikanischen Meisterschaft in Toronto. Er hatte eine Bilanz von 220 Siegen bei 13 Niederlagen.
Im April 1991 setzte er sich bei einem Amateurturnier in Finnland von der kubanischen Mannschaft ab und wurde in den USA Profi.

## Profikarriere
González’ Profidebüt fand im Juni 1991 statt. Aufgrund seiner Flucht und seiner relativ erfolgreichen Amateurkarriere weckte er hohe Erwartungen, so dass er schon zu Beginn seiner Profikarriere als potentieller Weltmeister galt. Das schien sich auch zu bestätigen, er konnte seine ersten 23 Aufbaugegner bis auf eine Ausnahme alle vorzeitig besiegen.
Er wirkte dennoch immer etwas trainingsfaul, arrogant und rauchte auch schon mal vor Kameras eine Zigarre. Sein Management bezeichnete das als „Nonkonformismus“.
Er profitierte davon, dass sein Amateurrivale Bowe den WBO-Titel hielt. Somit bot er sich als medienwirksamer Gegner für eine Titelverteidigung Bowes an. Der Kampf fand schließlich am 17. Juni 1995 statt. Bowe, dem sein Trainer Futch die beste Leistung seiner Karriere bescheinigte, gewann durch KO in der sechsten Runde.
González verlor in den folgenden Jahren unter anderem gegen Tim Witherspoon, Ross Puritty, Michael Grant, Paea Wolfgramm und Joe Mesi und beendete schließlich 2002 seine Karriere.